# Hole-in-the-Wall

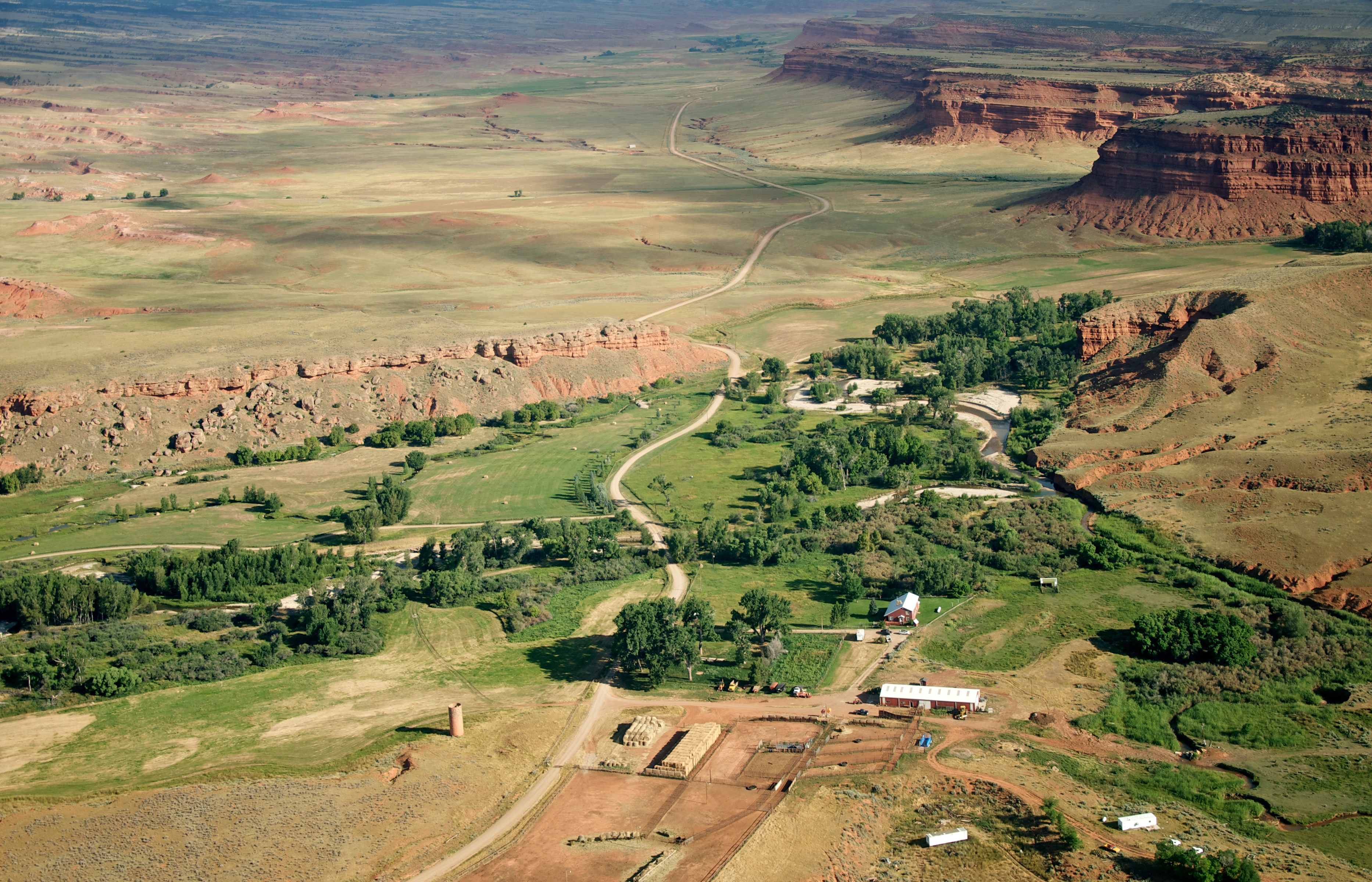
Site de Hole-in-the-Wall, Wyoming

Hole-in-the-Wall est un passage isolé dans les monts Big Horn dans le comté de Johnson, Wyoming. À la fin du XIXe siècle, le gang de Hole-in-the-Wall et le gang du Wild Bunch de Butch Cassidy se retrouvent à la cabane qui est aujourd'hui conservée au musée Old Trail Town à Cody, dans le Wyoming.

## Histoire
Hole-in-the-Wall est situé dans les monts Big Horn du comté de Johnson, dans le nord du Wyoming. Le site a été utilisé à la fin du XIXe siècle par le gang de Hole-in-the-Wall, un groupe de voleurs de bétail et autres hors-la-loi qui comprenait Kid Curry, Black Jack Ketchum, et le gang du Wild Bunch de Butch Cassidy. Cassidy, le Sundance Kid, et d'autres desperados se retrouvaient dans une cabane à Hole-in-the-Wall qui a été conservée au musée Old Trail Town à Cody, dans le Wyoming. La cabane a été construite en 1883 par Alexandre de Gand.
La zone était éloignée et isolée, facile à défendre en raison de son étroite passe, et impossible pour les représentants de la loi de s'en approcher sans alerter les hors-la-loi. À partir de la fin des années 1860 jusqu'en 1910, la passe a été fréquemment utilisée par de nombreux gangs de hors-la-loi. Finalement, elle a disparu de l'histoire, les gangs l'utilisant moins souvent. À son apogée, elle présentait plusieurs cabanes que les gangs utilisaient pour s'abriter pendant les rudes hivers du Wyoming, et avait une écurie, un corral, du bétail et des provisions, chaque gang contribuant à l'entretien du site.

## Galerie de photos

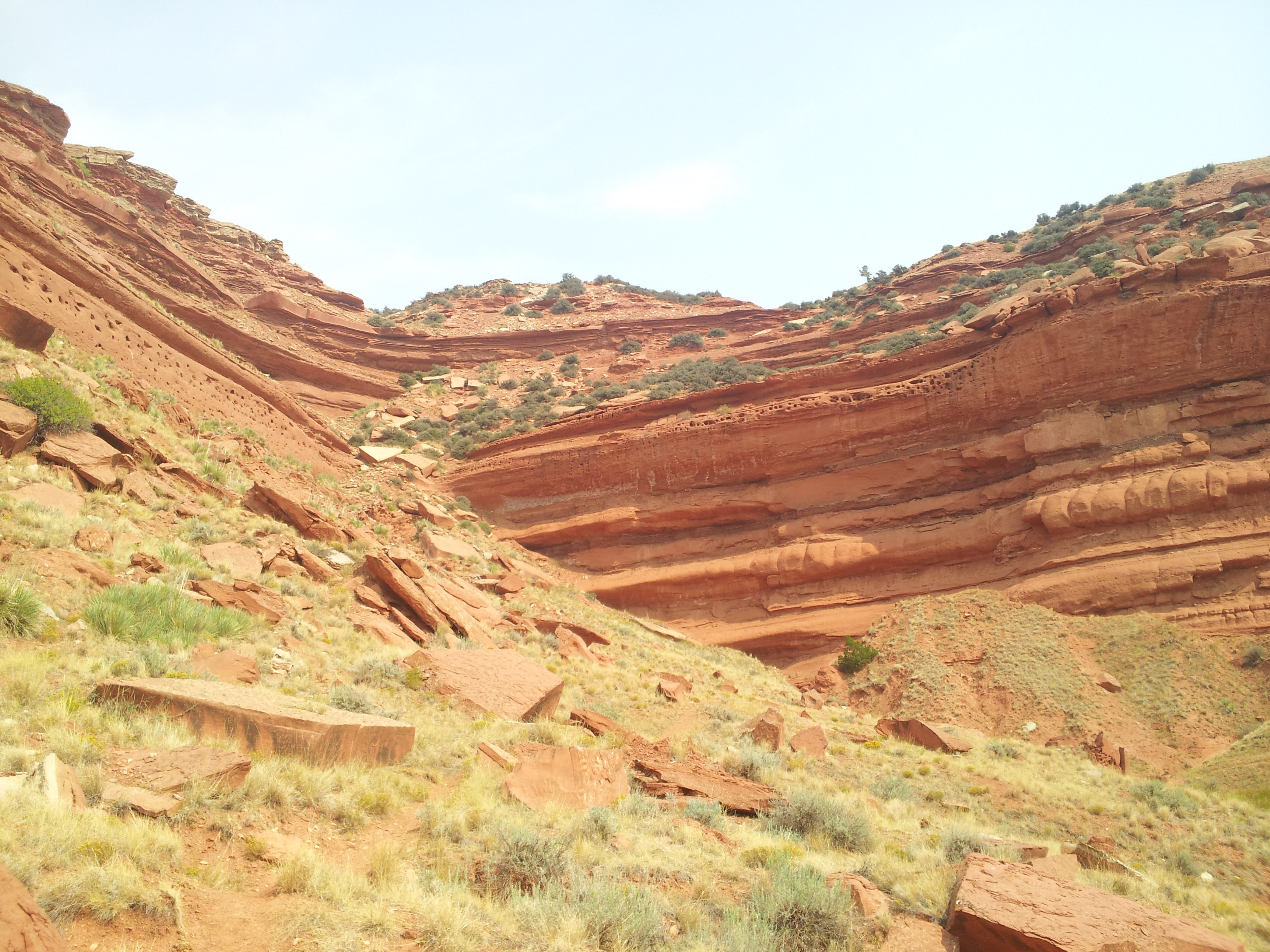
Hole-in-the-Wall est en fait une passe
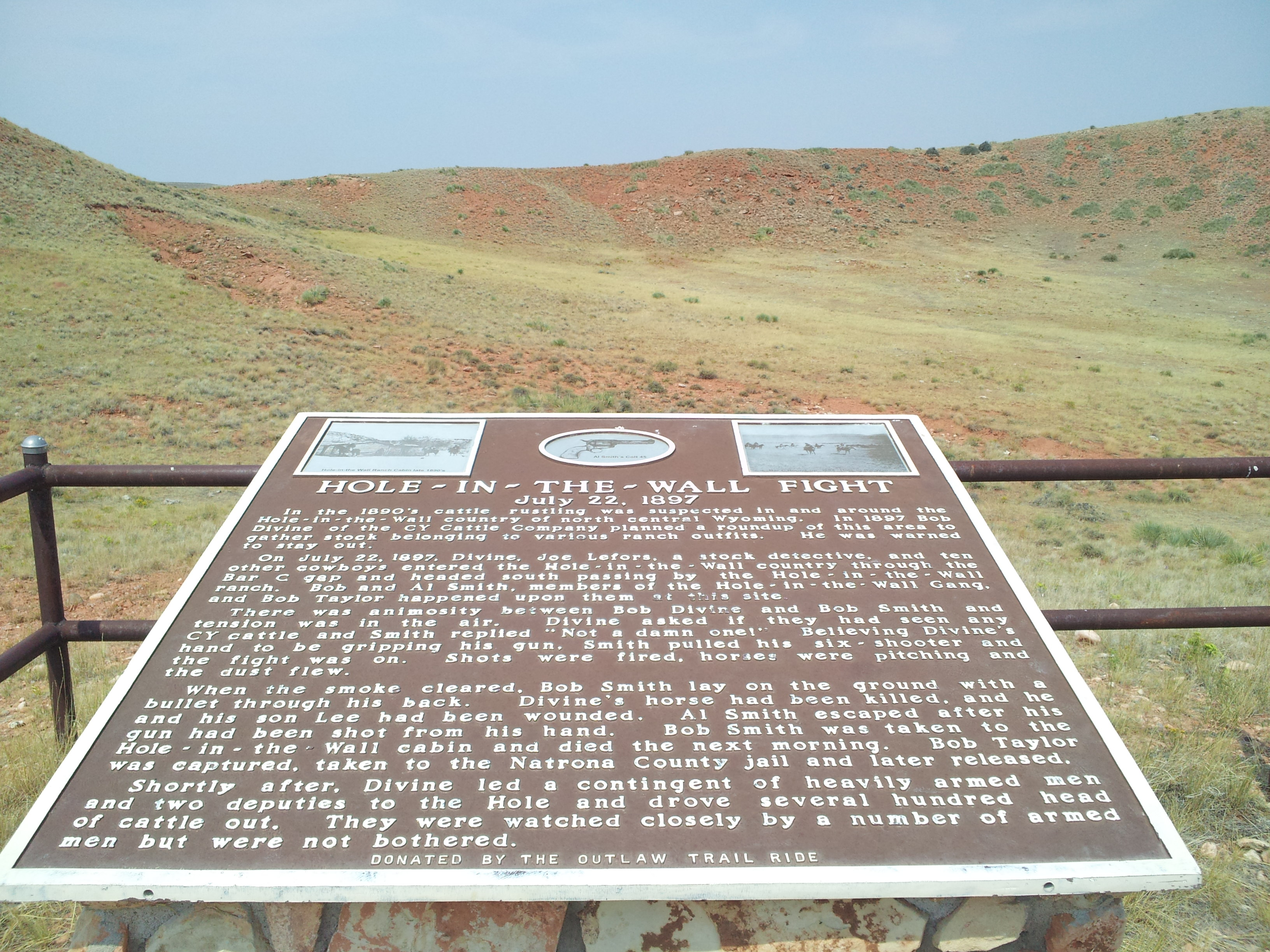
Mémorial pour le "Hole in the Wall Fight" en 1897
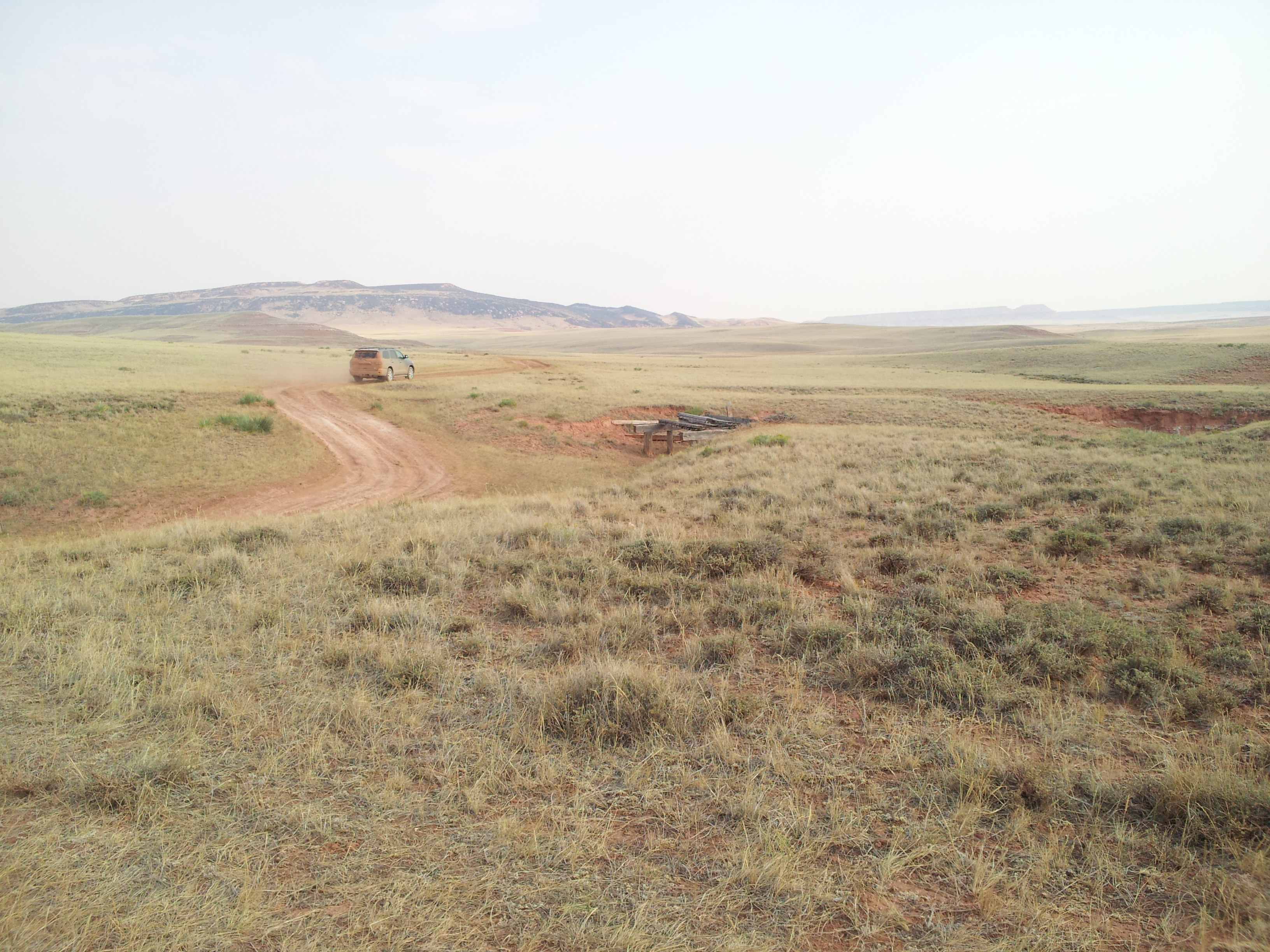
La route d'accès à la piste de Hole in the Wall du Bureau of Land Management (BLM)